# Macclesfield
Macclesfield – miasto w Anglii, w hrabstwie ceremonialnym Cheshire w jednolitej jednostce administracyjnej (unitary authority) Cheshire East (do 2009 r. ośrodek administracyjny dystryktu Macclesfield).
W 2001 roku liczba ludności Macclesfield wynosiła 50 688 mieszkańców. W mieście rozwinięty jest przemysł farmaceutyczny, jedwabniczy, a także odzieżowy, papierniczy, obuwniczy i elektromaszynowy.

## Historia
Ulokowane w dawnej setni (hundred, oznacza sto domostw) Hamestan, wymienione jest w księdze Domesday Book (1086) jako „Maclesfeld”, zaś w 1183 roku określone jest jako „Makeslesfeld”.
Dawniej uważano, że nazwa Macclesfield pochodzi od słów Michael’s field (pole Michała), odnosząc się do św. Michała, tak jak kościół św. Michała, znajdujący się w mieście. W rzeczywistości kościół ten był pierwotnie pod wezwaniem Wszystkich Świętych, a nazwa pochodzi od staroangielskich słów 'Maccel' plus 'feld' lub, według English Place-Name Society, Maccels' open country, oznaczając „ziemia (pole) Maccela”.
Macclesfield otrzymało prawa gminy (borough) z rąk Ranulfa, 6. earla Chester, w początkach XIII wieku, a następnie z rąk przyszłego króla Edwarda I w 1261 roku.
Kościół parafialny pw. Wszystkich Świętych został zbudowany w 1278 roku, w wyniku rozbudowy kaplicy powstałej około roku 1220.
W gminie odbywał się cotygodniowy targ oraz dwa doroczne festiwale: Barnaby fair, w dniu świętego Barnaby (11 lipca), oraz Wszystkich Świętych (1 listopada).
Macclesfield było centrum administracyjnym późniejszej setni (hundred) Macclesfield, która zajmowała większość wschodniego Cheshire. Posiadłości feudalne należące do earla Chester w Macclesfield były bardzo rozległe, a ich granice sięgały aż po Disley. Dwór znajdował się na skraju parku jeleni, na zachód od miasta.
Earlowie Chester założyli las Macclesfield Forest, który był znacznie większy niż ostał się obecnie. Używany do polowań na jelenie, wypasu owiec i bydła. Pod koniec XIII wieku znaczne połacie lasu zostały zaorane z powodu przyrostu populacji.
Podczas II powstania jakobickiego z 1745 książę Karol Edward Stuart i jego armia przeszli przez Macclesfield w drodze na Londyn. Burmistrz Macclesfield był zmuszony, wbrew swojej woli, do powitania księcia, które to powitanie jest upamiętnione na jednym ze słynnych lokalnych jedwabnych gobelinów. Swego czasu Macclesfield było największym światowym producentem jedwabiu, zyskując przydomek „miasta jedwabiu” (Silk Town); obecnie cztery muzea miejskie prezentują szeroki wachlarz informacji i produktów z tego okresu. Wyrób jedwabiu, najpierw ograniczony do chałupnictwa, wraz z popularyzacją maszyn przeniósł się do fabryk. Paradise Mill to działająca fabryka-muzeum pokazująca technikę wyrobu jedwabiu.
W latach 1826–1831 zbudowano Macclesfield Canal, zaprojektowany przez inżyniera Jamesa Brindleya, łączący Macclesfield z wsią Marple na północy i miastem Kidsgrove na południu. Zakończenie budowy zbiegło się z popularyzacją transportu kolejowego, toteż nie przyniósł spodziewanych zysków z przewozu węgla i innych surowców.
Macclesfield było pierwotną siedzibą przedsiębiorstwa piekarskiego Hovis, założonego w 1886 roku. Fabryka, przekształcona obecnie na mieszkania, znajdowała się nad kanałem Macclesfield Canal przy Buxton Road. W 1914 wyrób pieczywa przeniesiono do Trafford Park w Manchesterze, podczas gdy w Macclesfield aż do lat 90. kontynuowano produkcję papieru do pakowania pieczywa.
Stacja kolejowa Macclesfield otwarta 19 czerwca 1849 przez spółkę London and North Western Railway przy Beech Lane, miesiąc później zastąpiona została przez dworzec Hibel Road Station.
Macclesfield było jedynym miastem fabrycznym (mill town) w Anglii, które nie zostało zbombardowane podczas II wojny światowej.

## Geografia

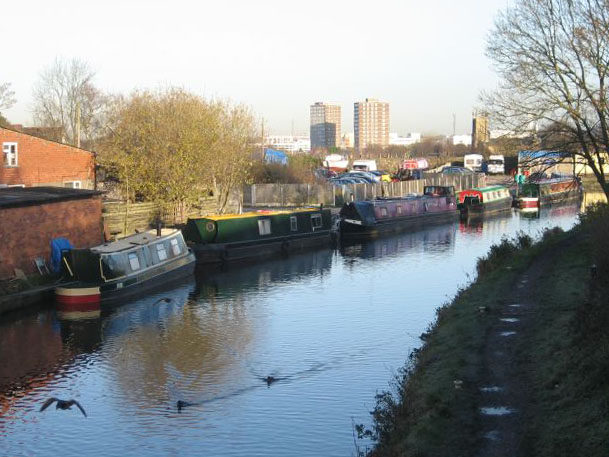
Macclesfield Canal i bloki w dzielnicy Hurdsfield

Macclesfield położone jest we wschodniej części hrabstwie ceremonialnym Cheshire, nad rzeką Bollin, dopływem rzeki Mersey. Przez centrum Macclesfield rzeka płynie w przepuście pod torami kolejowymi i ulicami.
Miasto zlokalizowane jest w odległości około 10 km od granic hrabstwa Wielki Manchester na północy, Derbyshire na wschodzie i Staffordshire na południu. Pobliskie miasta to Stockport na północy, Buxton na wschodzie i Congleton na południu. Znajduje się około 20 km na północny wschód od Sandbach, ośrodka administracyjnego jednostki Cheshire East i około 50 km na wschód od miasta Chester, dawnej stolicy hrabstwa Cheshire. Na zachód od miasta leży równina Cheshire Plain, a na wschód wzgórza Peak District.

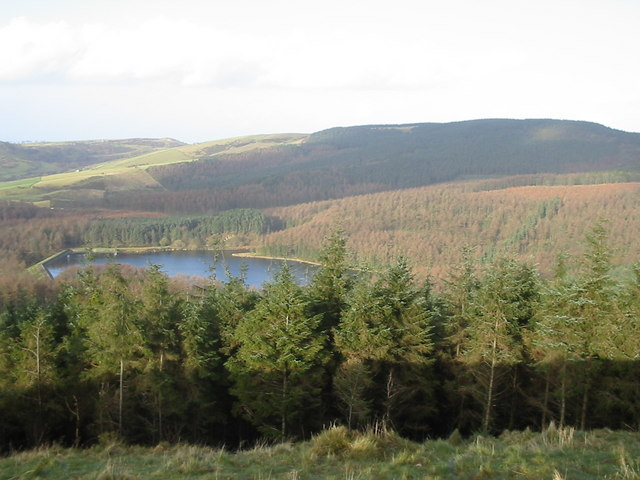
Macclesfield Forest i Trentabank Reservoir

2 października 1929 otwarto zbiornik retencyjny Trentabank Reservoir, jeden z czterech zaopatrujących miasto w wodę. Znajduje się w Macclesfield Forest, 5 km na południowy wschód od miasta.

## Atrakcje turystyczne

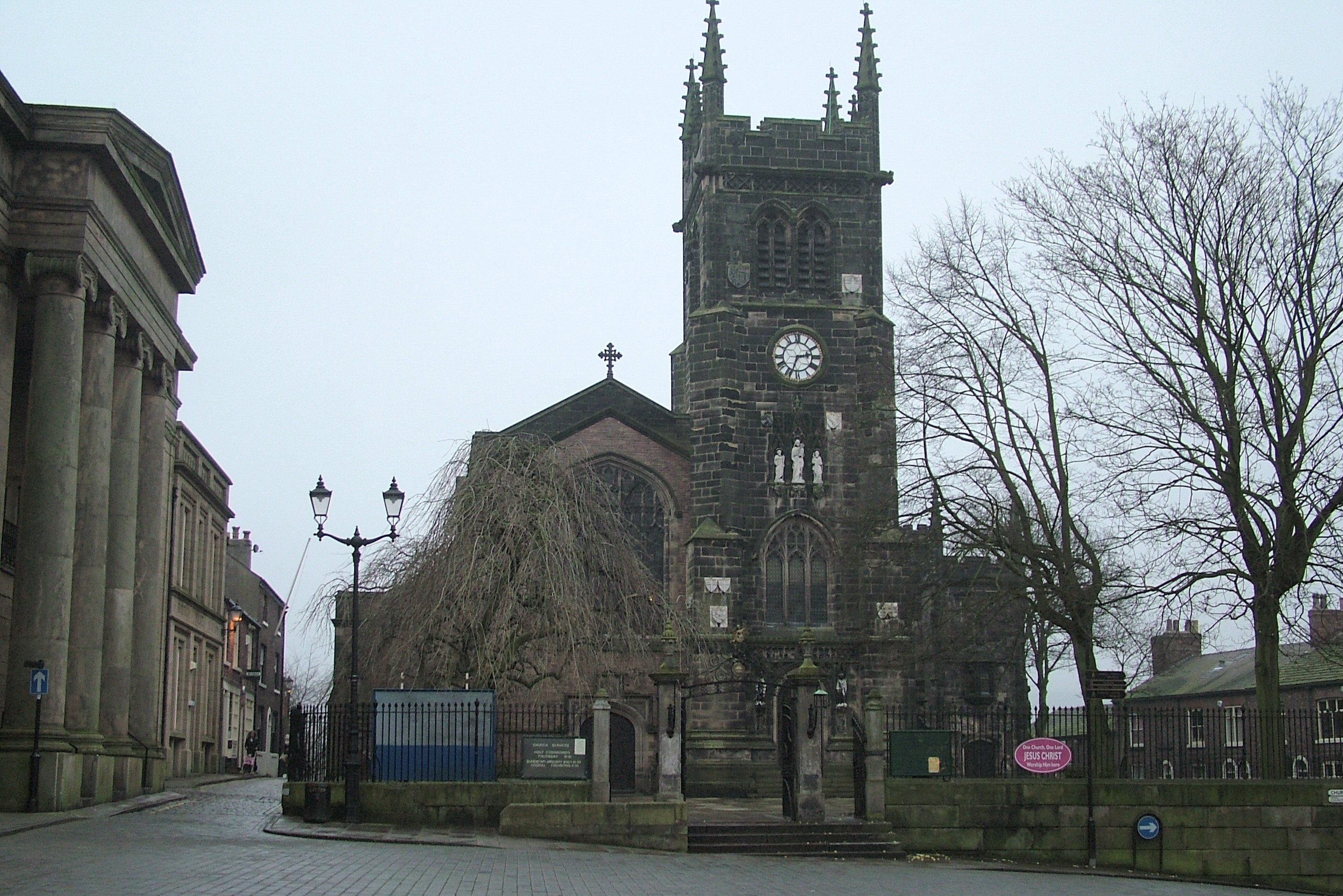
St. Michael’s Church w Macclesfield

XIII-wieczny kościół pw. św. Michała i wszystkich aniołów (St Michael and All Angels), widoczny ze stacji kolejowej, a znajdujący się przy rynku, jest zabytkiem stopnia II (Grade II).

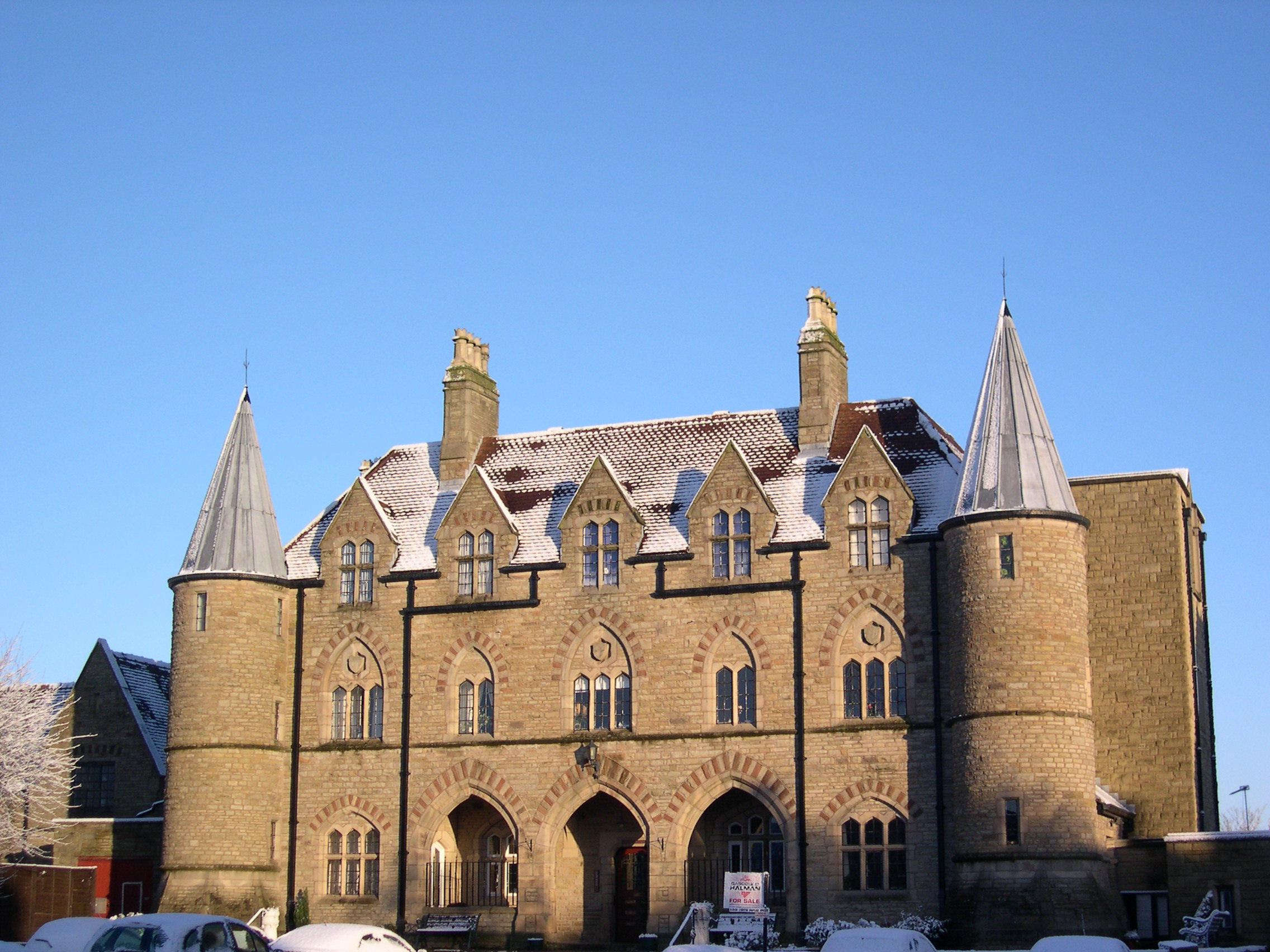
Armoury Towers

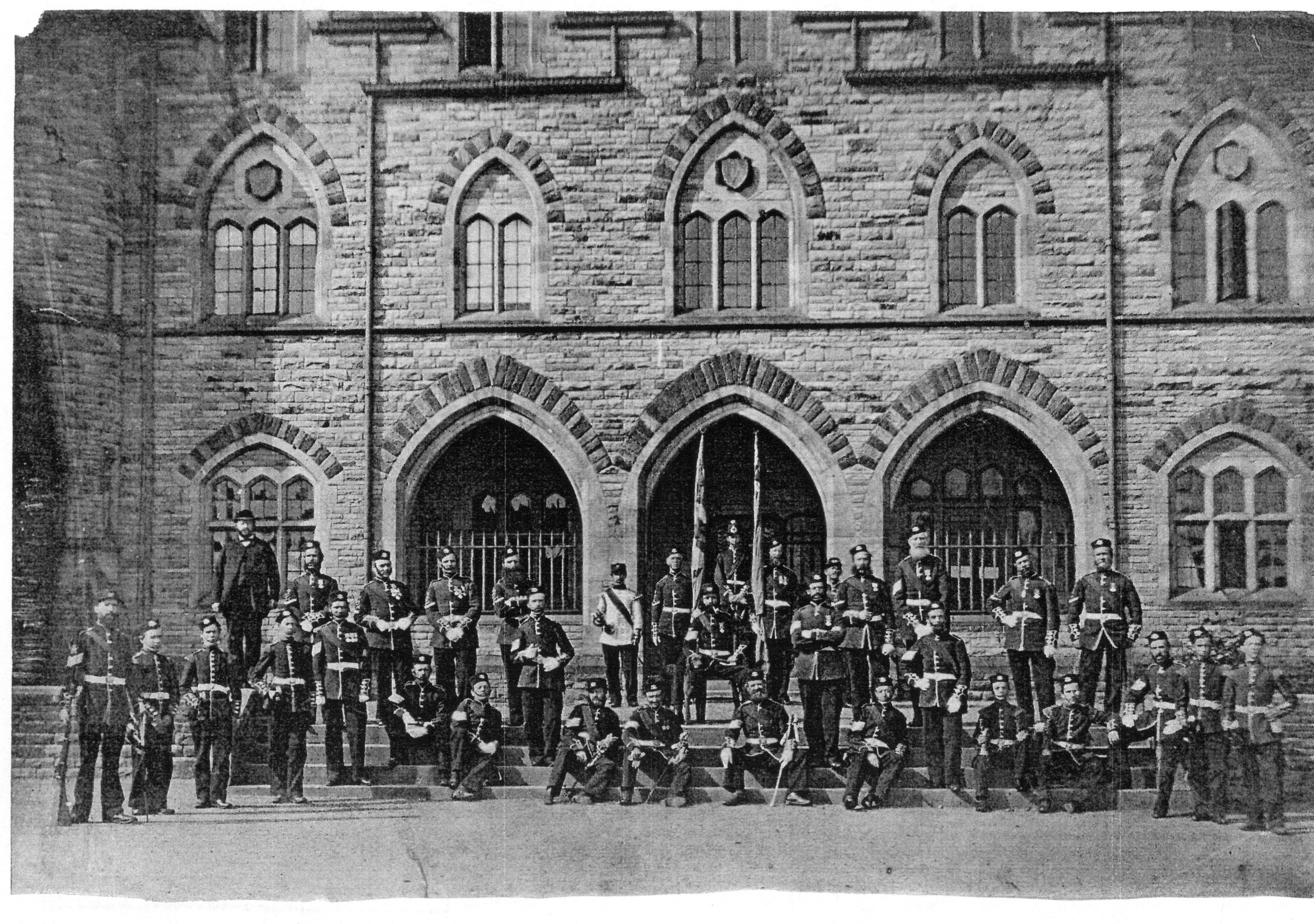
Zespół Cheshire Militia ok. 1860

Plac Barracks Square i jego zabudowania były od 1859 siedzibą pułku Cheshire Militia. W 1977 uzyskały status zabytku II stopnia (Grade II).

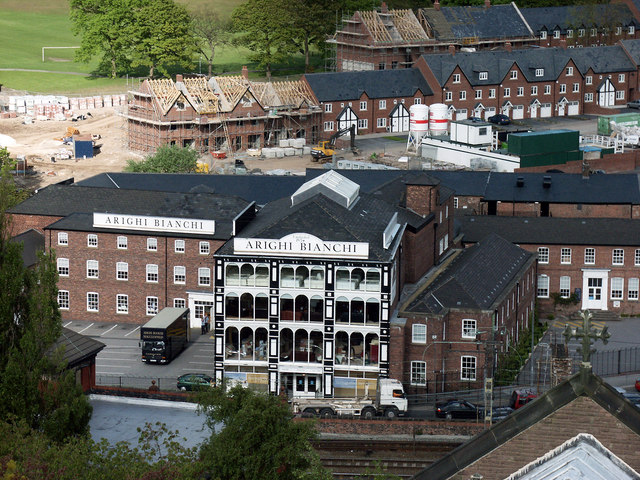
Sklep Arighi Bianchi, zabytek stopnia II*

W Macclesfield ma siedzibę sklep i fabryka mebli Arighi Bianchi, założona przez dwóch emigrantów z Włoch w początkach II połowy XIX wieku. Legenda głosi, że osiemnastoletni Antonio Arighi przybył z Włoch pieszo w 1854 roku. Wkrótce po dotarciu zaczął wytwarzać zegary i barometry, które sprzedawał metodą handlu obwoźnego. W 1868 dołączył do niego dwudziestoletni Antonio Bianchi. Obaj pochodzili z miejscowości Casnate we Włoszech, w której, tak samo jak w Macclesfield, wyrabiano jedwab. Po kilkukrotnej zmianie siedziby oraz jednej powodzi w 1872, kiedy rzeka Bollin wylała i zalała warsztat, w 1883 firma znalazła się w miejscu utrzymywanym po dziś dzień, przy Commercial Road. Trzypiętrowy, przeszklony budynek znajduje się w pobliżu stacji kolejowej. W 1973 uniknął rozbiórki i obecnie jest zabytkiem stopnia II* (Grade II*).
Fabryka jednej z największych firm farmaceutycznych, AstraZeneca, znajduje się na zachodnim krańcu miasta.

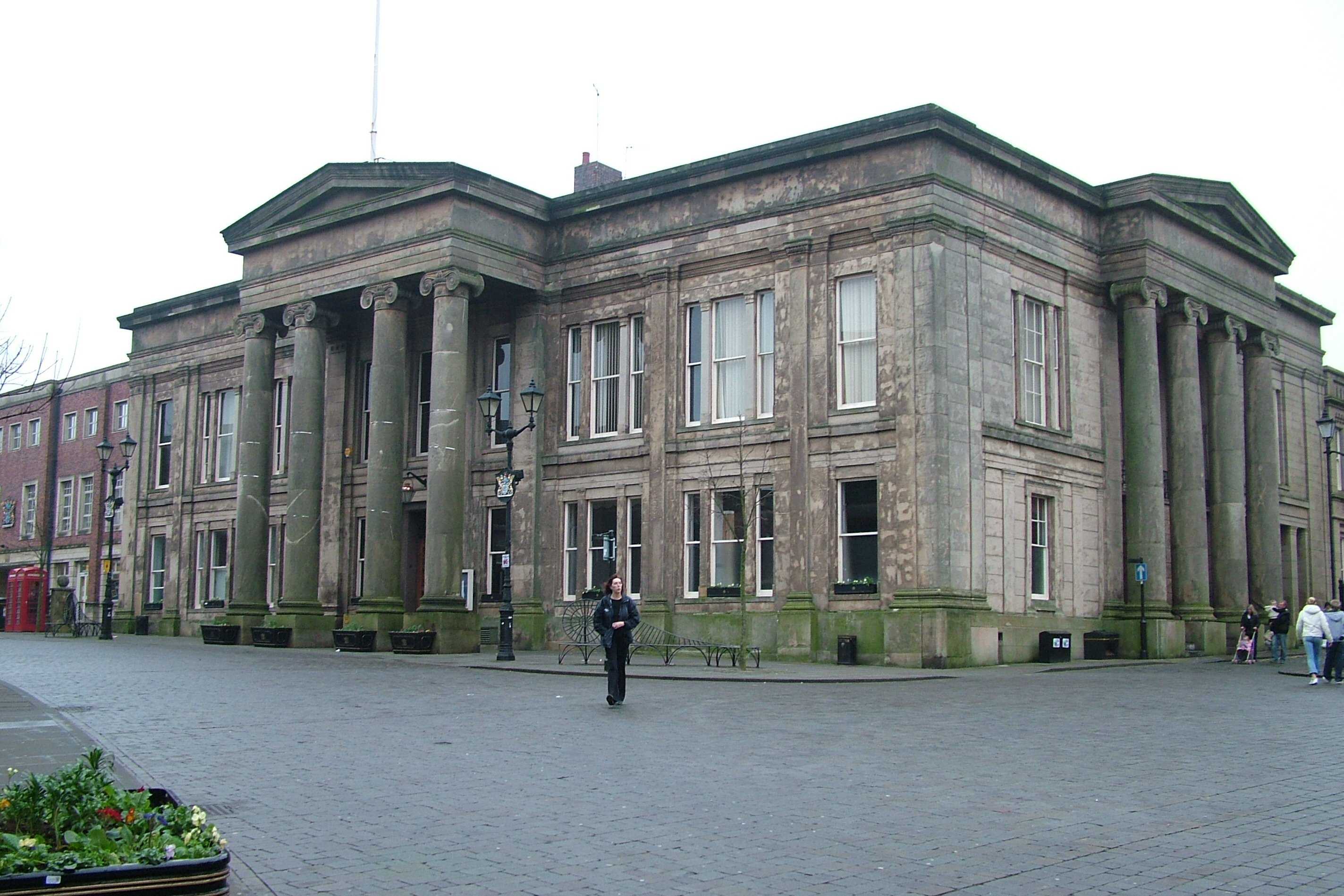
Ratusz w Macclesfield

Ratusz w stylu georgiańskim zaprojektowany został przez Francisa Goodwina w 1823 roku.
W ostatnią niedzielę miesiąca ma miejsce targ Treacle Market, zajmujący rynek i ulicę Chestergate. Sprzedawane są na nim wyroby kulinarne, pamiątki, książki, zdjęcia; jest też scena do występów artystycznych.

## Kultura i sport
Macclesfield zarzucano posiadanie małej ilości atrakcji kulturalnych. W opublikowanym w 2004 artykule w The Times Macclesfield nazwano najmniej kulturalną gminą Wielkiej Brytanii – z powodu braku teatrów, kin i innych placówek kulturalnych.
W rozwoju sceny kulturalnej Macclesfield dopomogło przywrócenie w 2010 dawnego Barnaby Festival, święta sztuki, kultury i dziedzictwa w dniu św. Barnaby. W Macclesfield zlokalizowane jest muzeum jedwabiu i kilka galerii sztuki m.in. York Chambers, Duke's Court.
Lokalne gazety to Macclesfield Express i  Community News. Mieszkańcy Macclesfield mają dostęp do Macclesfield Forum, forum internetowego, gdzie mogą omawiać bieżące wydarzenia. W mieście działają dwie lokalne radiostacje: Canalside Community Radio z siedzibą w Bollington na północ od Macclesfield, oraz Silk FM, komercyjne niezależne radio ze studiami w mieście.
Ostatnie komercyjne kino w Macclesfield zamknięto w 1997 roku. Istniały plany wybudowania kinowego multipleksu, jednak jak dotąd bezskuteczne. W 2005 założono małe kino w Heritage Centre, Cinemac oraz w tym samym miejscu kino artystyczne Silk Screen, które wyświetla filmy co dwa tygodnie, dwa jednego wieczoru. Projekcja poprzedzona jest prelekcją. Kino prowadzone jest przez wolontariuszy.
Od 1947 w mieście działa amatorska grupa teatralna Macclesfield Amateur Dramatic Society, posiadająca własny teatr. Macclesfield Majestic Theatre Group od swojego powstania w 1971 tworzyła musicale, najpierw w Majestic Theatre (stąd nazwa grupy) na głównej ulicy; następnie, po przekształceniu ich siedziby w pub przez nowych właścicieli, w innych miejscach. Występowali w Heritage Centre, Evans Theatre Wilmslow i MADS theatre na Lord Street w Macclesfield.
W Gawsworth Hall odbywa się doroczny festiwal teatralny na świeżym powietrzu oraz wiele imprez artystycznych i muzycznych w ciągu roku.
W 1947 Macclesfield było scenerią filmu reżysera Johna Millsa pt. So Well Remembered. Niektóre miejsca nadal można rozpoznać, np. Hibel Road. Fikcyjna wersja stacji kolejowej w Macclesfield pojawiła się w filmie o chuligaństwie kibiców piłki nożnej pt. Green Street z 2005. Kręcono tu także film z 2007 pt. Control, będący biografią Iana Curtisa, lidera zespołu Joy Division, który dorastał w Macclesfield w dzielnicy Hurdsfield.
W dziedzinie muzyki Macclesfield znane jest jako miejsce pochodzenia bluesmana Johna Mayalla oraz Iana Curtisa i Stephena Morrisa z Joy Division, a także Gillian Gilbert, która wraz ze Stephenem Morrisem należała do New Order. Kamień upamiętniający Curtisa znajduje się w krematorium w Macclesfield, gdzie odbył się jego pogrzeb. Inne zespoły z Macclesfield to The Macc Lads („chłopaki z Macc”) oraz Marion.
W literaturze Macclesfield jest drugim głównym miejscem akcji w powieściach fantasy The Weirdstone of Brisingamen (1960) i The Moon of Gomrath (1963) autorstwa Alana Garnera.
Profesjonalny klub piłki nożnej Macclesfield Town, awansował do The Football League w 1997 jako zwycięzca Football Conference i gra obecnie w League Two. Domowe rozgrywki mają miejsce na stadionie Moss Rose na południu miasta. Zespoły młodzieżowe to Macclesfield Juniors FC, Macclesfield Saints JFC oraz Tytherington Juniors. Macclesfield RUFC, miejski klub rugby union, gra w National League One, po awansowaniu do National League 2 (North) w sezonie 2009–2010.
Klub rowerowy Macclesfield Wheelers oferuje zarówno jazdę rekreacyjną, jak i wyścigi. W latach 60., przez trzy lata, światowej sławy cyklista Reg Harris produkował w Macclesfield rowery marki „Reg Harris”. Istnieje też grupa MaccBUG (Macclesfield Borough Bicycle Users Group), założona w 1999 roku, aby walczyć o lepsze warunki jazdy dla rowerzystów.
Założony w 1886 roku klub szachowy Macclesfield Chess Club jest jednym z najstarszych klubów w Anglii.
W grudniu 2006 Sport England opublikowało wyniki ankiety, z której wynikało, że Macclesfield było trzecim najbardziej aktywnym ośrodkiem sportowym w Anglii, biorąc pod uwagę sport i inną aktywność ruchową, np. fitness. 29,3% mieszkańców ćwiczyło przynajmniej trzy razy w tygodniu po 30 minut.
W 2008 Macclesfield zostało uznane za piąty pod względem szczęścia rejon spośród 273 dystryktów w Wielkiej Brytanii. Badanie przeprowadziły uniwersytety w Manchesterze i w Sheffield, na podstawie własnej oceny dobrego samopoczucia w ankiecie British Household Panel Survey.

## Edukacja
W Macclesfield działają cztery publiczne szkoły średnie: Macclesfield High School, Fallibroome Academy, Tytherington High School i All  Hallows Catholic College. Są też dwie szkoły prywatne: The King’s School (powstała w XVI w.) oraz Beech Hall School.
Macclesfield High School tworzą uczniowie dawnej Henbury High School, oraz zamkniętej w 2004 szkoły w Ryles Park, która z kolei była amalgamatem szkoły żeńskiej w Ryles Park i najstarszej publicznej szkoły w mieście, męskiej szkoły Macclesfield Central, zamkniętej w 1975 roku. Znajduje się w pobliżu Macclesfield College i Park Lane Special School tworząc lokalną Learning Zone (wioskę studencką), otwartą w 2007 roku.

## Transport

### Kolej
Macclesfield posiada częste połączenia kolejowe z Manchester Piccadilly (podróż trwa 25 minut), Stoke-on-Trent i Londyn Euston (1 godzina 47 minut) obsługiwane przez Virgin Trains, oraz do Birmingham New Street i dalej, obsługiwane  przez CrossCountry. W mieście ztarzymują się także pociągi Northern Rail z Manchesteru do Stoke-on-Trent.

### Drogi
Macclesfield ma dobre połączenia drogowe w kierunkach północnym, południowym i zachodnim, ale niewiele na wschód, ze względu na bliskość parku narodowego Peak District. Na południe, w stronę Congleton i Stoke-on-Trent prowadzi droga A536, natomiast w stronę Leek – A523. Na północy z miasta prowadzi droga A523 w kierunku Manchesteru, przez Hazel Grove i Poynton oraz A538 w kierunku Prestbury, Wilmslow i portu lotniczego Manchester. Główna droga prowadząca z zachodu na wschód to A537 z Knutsford do Buxton. Druga trasa na wschód to B5470, w kierunku Whaley Bridge i Chapel-en-le-Frith.